# 2-苯基苯酚
2-苯基苯酚（英語：2-Phenylphenol）是结构式为C6H5C6H4(OH)的联苯衍生物，常温下为白色固体，用作防腐剂和殺生物劑，E编码为E231。